# FA Charity Shield 1994
Lo FA Charity Shield 1994, noto in italiano anche come Supercoppa d'Inghilterra 1994, è stata la 72ª edizione della Supercoppa d'Inghilterra.
Si è svolto il 14 agosto 1994 al Wembley Stadium di Londra tra il Manchester United, vincitore della FA Premier League 1993-1994 e della FA Cup 1993-1994, e il Blackburn, secondo classificato nella FA Premier League 1993-1994.
A conquistare il titolo è stato il Manchester United che ha vinto per 2-0 con reti di Éric Cantona (su rigore) e Paul Ince.

## Partecipanti
| Squadre        | Qualificazione                                                       | Partecipazioni precedenti (il grassetto indica la vittoria)                             |
| -------------- | -------------------------------------------------------------------- | --------------------------------------------------------------------------------------- |
| Manchester Utd | Vincitore della FA Premier League 1993-1994 e della FA Cup 1993-1994 | 14 (1908, 1911, 1948, 1952, 1956, 1957, 1963, 1965, 1967, 1977, 1983, 1985, 1990, 1993) |
| Blackburn      | Secondo classificato nella FA Premier League 1993-1994               | 2 (1912, 1928)                                                                          |

## Tabellino
| Arbitro: | Philip Don |

|  |           |                             |
|  | Marcatori | 22’ (rig.) Cantona 81’ Ince |

### Formazioni
| Blackburn:     |    |                |             |     |
|                |    |                |             |     |
| P              | 1  | Tim Flowers    |             |     |
| D              | 20 | Henning Berg   |             |     |
| D              | 5  | Colin Hendry   | Ammonizione |     |
| D              | 2  | Tony Gale      |             |     |
| D              | 6  | Graeme Le Saux | Ammonizione |     |
| C              | 17 | Robbie Slater  |             |     |
| C              | 22 | Mark Atkins    |             | 64’ |
| C              | 4  | Tim Sherwood   | Ammonizione |     |
| C              | 11 | Jason Wilcox   | Ammonizione |     |
| A              | 7  | Stuart Ripley  |             |     |
| A              | 25 | Ian Pearce     |             |     |
| Sostituzioni:  |    |                |             |     |
| A              | 19 | Peter Thorne   |             | 64’ |
| Allenatore:    |    |                |             |     |
| Kenny Dalglish |    |                |             |     |

| Manchester Utd: |    |                    |             |
|                 |    |                    |             |
| P               | 1  | Peter Schmeichel   |             |
| D               | 12 | David May          |             |
| D               | 4  | Steve Bruce (c)    | Ammonizione |
| D               | 6  | Gary Pallister     |             |
| D               | 5  | Lee Sharpe         | Ammonizione |
| C               | 14 | Andrej Kančel'skis |             |
| C               | 9  | Brian McClair      |             |
| C               | 8  | Paul Ince          |             |
| C               | 11 | Ryan Giggs         | Ammonizione |
| A               | 7  | Éric Cantona       |             |
| A               | 10 | Mark Hughes        |             |
| A disposizione: |    |                    |             |
| D               | 26 | Chris Casper       |             |
| C               | 19 | Nicky Butt         |             |
| C               | 31 | Keith Gillespie    |             |
| A               | 20 | Dion Dublin        |             |
| Allenatore:     |    |                    |             |
| Alex Ferguson   |    |                    |             |